# Pontia occidentalis
The Western White (Pontia occidentalis) là một loài bướm thuộc họ Pieridae. Nó được tìm thấy ở Western Bắc Mỹ.
Sải cánh dài 38 to 53 millimeters. The host plants are from the Brassicaceae (mustard or cabbage) family. The caterpillars eat especially the flowers, buds và fruit. In phía bắc của the range, one generation gặp ở tháng 6 và July; in phía nam two generations fly từ tháng 5 đến tháng 8.

## Hình ảnh

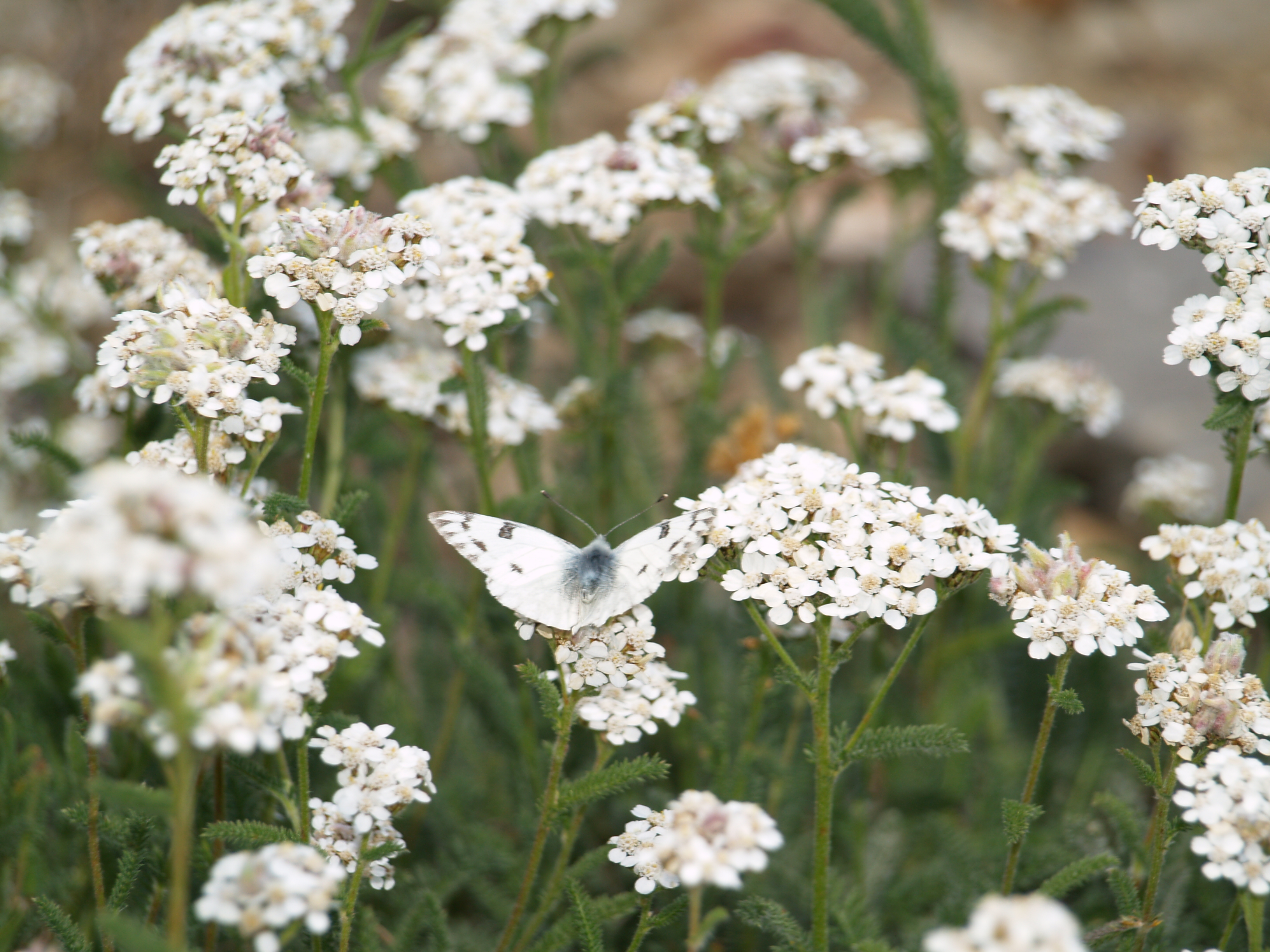
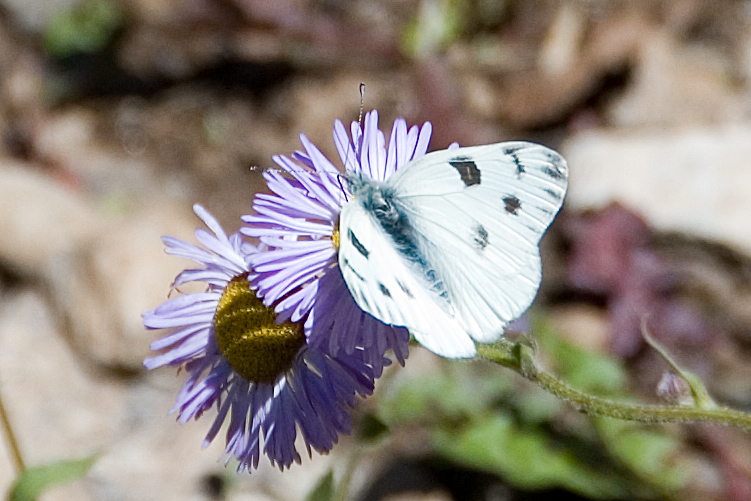